# Chiesa di San Rocco (Nago-Torbole)
La chiesa di San Rocco è una chiesa sussidiaria a Nago, frazione di Nago-Torbole, in Trentino. Appartiene alla zona pastorale di Riva e Ledro nell'arcidiocesi di Trento e risale al V secolo.

## Storia

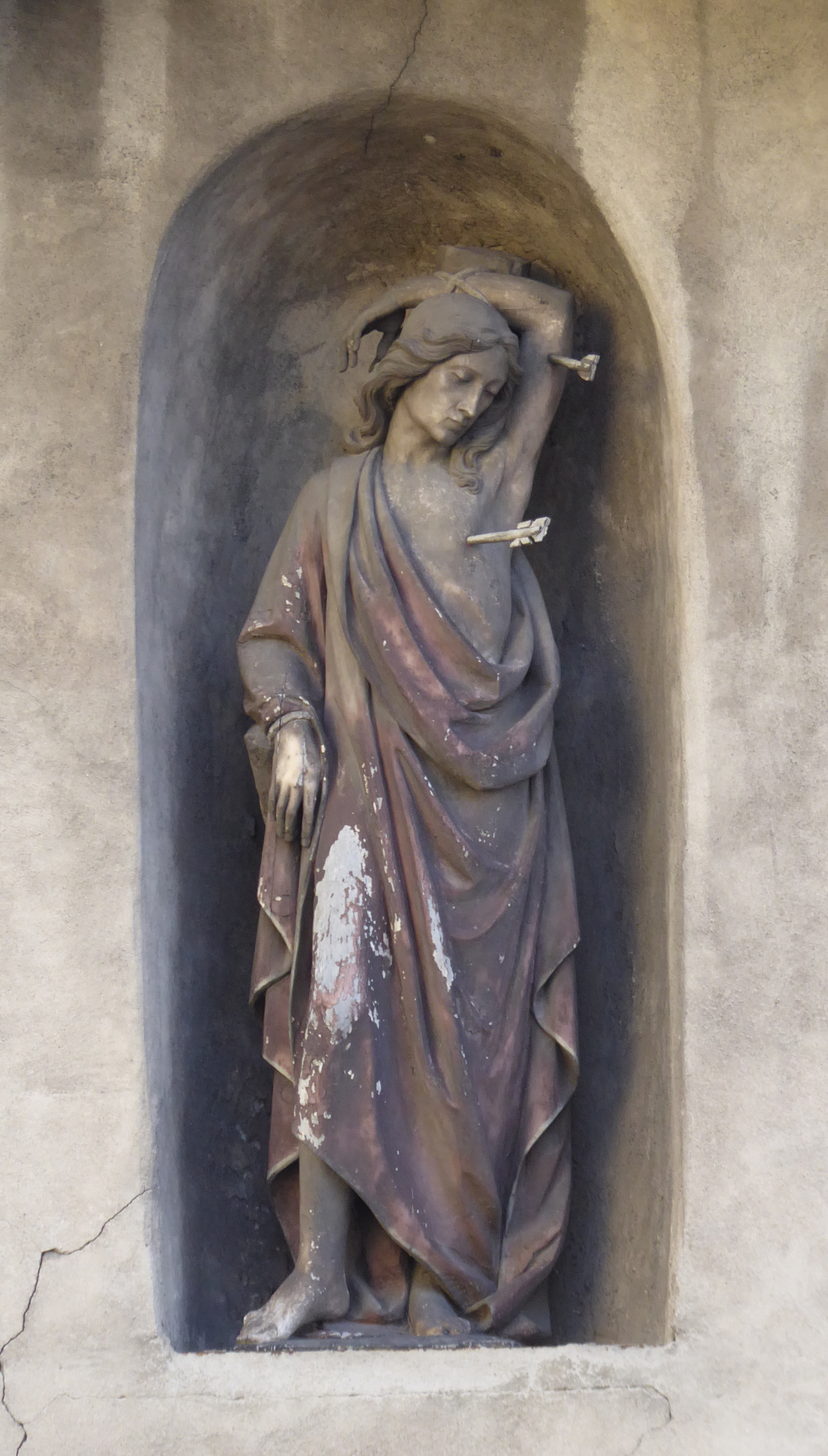
Statua di san Sebastiano in una nicchia laterale

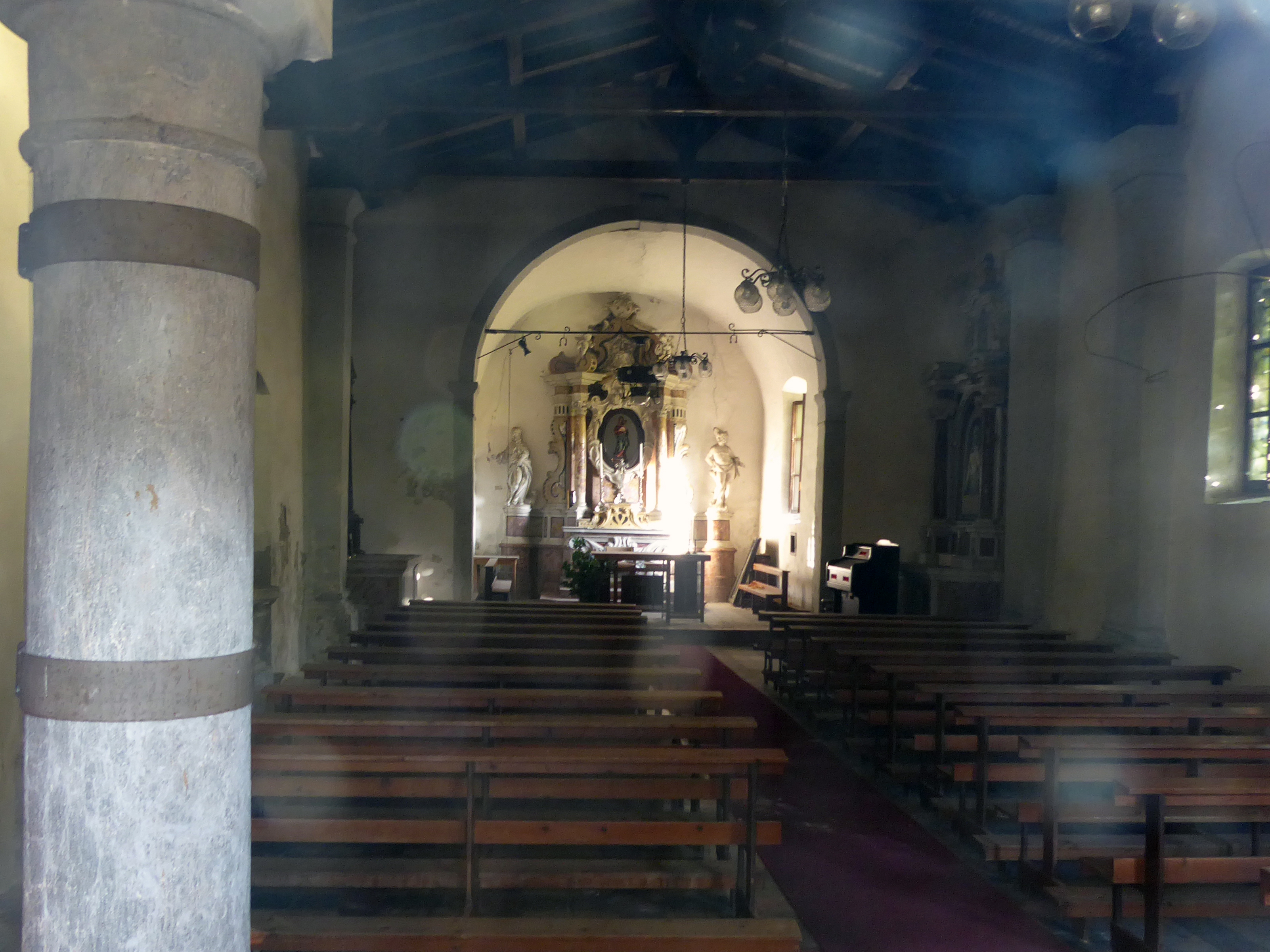
Interno

Probabilmente nel sito sul quale poi è stata edificata la chiesa esisteva un'edicola che si trovava vicino ad un lazzaretto, esternamente al paese. 
Il nuovo edificio sacro fu costruito attorno al XVI secolo poiché in una visita pastorale effettuata nel 1537 da Bernardo Clesio fu descritto come edificato da poco. La sua prima dedicazione fu a San Sebastiano e a San Rocco.
Dai documenti relativi ad un'altra visita pastorale, avvenuta nel 1636, la chiesa viene descritta come dedicata solamente a San Rocco. In quel momento possedeva tre altari.
Nei primi anni del XIX secolo i militari austriaci la profanarono e in seguito, nel 1804, venne benedetta. Un intervento di restauro è stato realizzato nel 1911.

## Descrizione

### ESterni
Il piccolo luogo di culto si trova al limitare orientale dell'abitato di Nago, di lato alla strada che collega il lago di Garda a Rovereto, ed è orientato tradizionalmente verso est. La facciata a capanna è semplice, con due spioventi. La torre campanaria si trova compresa nella pianta della struttura, ed è posta anteriormente sulla parte sinistra. Il portale di accesso è architravato.

### Interni
L'interno è a navata unica.